# 宿霧拉賈國
宿霧拉賈國，是菲律賓被西班牙人征服前宿霧島上一個印度化王國，建立者室里·魯馬伊是一個來自佔領蘇門答臘的朱罗王朝的王子，他後來成立了自己的王國。
根據米沙鄢人的民間傳說，室里·魯馬伊來自蘇門答臘，為泰米爾人和馬來人混血兒。他定居在米沙鄢，並有幾個兒子。他的一個兒子是室里·阿爾霍，他統治了一個被稱為Sialo的地方，其中包括現在宿霧的南部地區的卡爾卡爾市和桑坦德市。另一個兒子室里·烏戈博在北部統治了一個名為Nahalin的地方。他在與來自南方的摩洛人穆斯林海盜的戰鬥中去世。為防範穆斯林入侵，室里·魯馬伊採焦土政策來阻止入侵。
室里·魯馬伊的王位由最小的兒子室里·巴圖格所繼承，他是在一個名為Singhapala的地區實行統治，現在是宿霧市的Mabolo。他死於疾病。室里·巴圖格有一個名稱為帕蘭的兄弟，他原本打算繼承室里·巴圖格。但他是一個跛子，因為自己的虛弱而無法控制自己的政體。因此帕蘭將他的王位傳給了室里·巴圖格的兒子和他的侄子哈馬巴。
哈馬巴統治期間，該地區成為農產品交易的重要貿易中心。從日本來的香水和玻璃器皿，主要來自印度貿易商和緬甸人民貿易商的象牙產品，皮革，珍貴和半寶石也出現在宿霧，菲律賓人與西班牙人的第一次接觸也發生在哈馬巴統治期間。
在拉賈圖帕斯統治時期，拉賈國因受米格尔·洛佩斯·德莱加斯皮攻擊而在1565年解體。